# Anita Ward
Anita Ward (20 de desembre de 1956, Memphis, Tennessee) és una cantant afroamericana. És majorment coneguda a nivell mundial pel seu reeixit senzill de 1979 "Ring My Bell".

## Carrera
Abans de signar un contracte discogràfic, Ward va obtenir el seu títol en psicologia en Rust College en Holly Springs, Mississipi i es va convertir en professora. Mentre enregistrava el que anava a ser el seu àlbum debut, la companyia discogràfica de Frederick Knight li va presentar una cançó, la que més tard seria de Stacy Lattisaw. A Ward no li va agradar aquesta cançó, però Knight insistia que la cançó era necessària per capitalitzar la tendència de música disco, i Ward va acceptar. La cançó, que al principi era una melodia dirigida a adolescents que parlen per telèfon, més tard va ser reescrita amb una lletra dirigida més per a adults, i el resultat va ser "Ring My Bell". El senzill va aconseguir el lloc 1 al Canadà, Estats Units, i en el Regne Unit el 1979.
Discussions amb Frederick Knight, un accident automobilístic, i la lenta desaparició de la música disco a la fi dels anys 70, van declinar la carrera de Ward, la qual cosa la va fer merèixer el títol d'one-hit wonder.Després de l'èxit d'aquest senzill, Ward no va aconseguir-ne un altre. Temps després llança "Don't Drop My Love", que no va aconseguir el mateix èxit, però va aconseguir arribar al lloc 87 en Billboard Hot 100 als EUA.
Durant la Nit de cap d'any del 2002, Ward va interpretar "Ring My Bell" en Times Square, a la ciutat de Nova York davant una gentada com a part de la celebració oficial a la ciutat. En la Nit de cap d'any del 2005, Ward va interpretar el seu únic reeixit senzill en el Beale Street a Memphis, Tennessee i diverses altres cançons disco.
També es va presentar a Zagreb, Croàcia, el 4 de gener de 2006, la nit abans de la Copa del Món d'esquí alpí, amb altres artistes de música disco com Nile Rodgers, Chic, Village People, Thelma Houston i Rose Royce.